# Samuel Chester Reid
Samuel Chester Reid (Norwich (Connecticut), 24 de agosto de 1783 – New York, 28 de janeiro de 1861) foi um oficial da Marinha dos Estados Unidos que se notabilizou durante a Guerra de 1812, quando a 14 de Setembro de 1814, quando ao comando do brigue corsário General Armstrong enfrentou no porto da Horta, nos Açores, três navios de guerra britânicos. Apesar do brigue ter sido destruído, o feito foi considerado uma grande vitória norte-americana.

## Biografia
Samuel C. Reid nasceu na cidade portuária de Norwich, no Connecticut, filho do tenente John Reid da Royal Navy, que fora feito prisioneiro durante um ataque nocturno a New London (Connecticut) em Outubro de 1778, durante a Guerra da Independência Americana, e se tinha demitido a marinha britânica para se tornar cidadão americano. A sua mão foi Rebecca Chester, que casara em 1781 com John Reid. Foi neto materno de John Chester, um dos soldados que participou na batalha de Bunker Hill, e que fora mais tarde membro da Convenção de Connecticut quando esta ratificou a Constituição dos Estados Unidos.
Samuel C. Reid assentou praça na Marinha dos Estados Unidos em 1794, tendo servido a bordo do USS Constellation, sob o comando do comodoro Thomas Truxtun. Em 1803 foi nomeado comandante do brigue Merchant. 
Durante a Guerra de 1812 foi escolhido para comandar o brigue corsário General Armstrong, armado e financiado por um grupo de capitalistas e destinado a atacar e apresar navios mercantes britânicos no Atlântico Norte. Quando fazia uma escala para reabastecimento no porto da Horta, na ilha do Faial,  Açores, em Setembro de 1814, foi surpreendido pela chegada àquele porto de três navios de guerra britânicos, que também escalavam aquele porto para reabastecimento em rota para a Jamaica e New Orleans, na Louisiana. Apesar da Horta ser então um porto neutral, os britânicos decidiram atacar o navio americano, usando para tal as lanchas dos navios de guerra. Na batalha que se seguiu, o General Armstrong resistiu com bravura, embora tivesse que ser abandonado e queimado pela sua tripulação para evitar o apresamento.
A resistência do General Armstrong atrasou em 10 dias a viagem dos navios britânicos, permitindo mais tempo para que o general Andrew Jackson, futuro presidente dos Estados Unidos, preparasse a resistência, depois vitoriosa, de New Orleans.
Samuel C. Reid foi recebido nos Estados Unidos como um herói e foi feito capitão da Marinha dos Estados Unidos em 1844.
Morreu na cidade de New York a 28 de Janeiro de 1861.
Em sua honra, a Marinha dos Estados Unidos operou vários navios com o nome de USS Reid.